# Apostolska nunciatura v Samoi
Apostolska nunciatura v Samoi je diplomatsko prestavništvo (veleposlaništvo) Svetega sedeža v Samoi.
Trenutni apostolski nuncij je Charles Daniel Balvo.

## Seznam apostolskih nuncijev
- Patrick Coveney (27. april 1996–25. januar 2005)
- Charles Daniel Balvo (1. april 2006–danes)